# 長谷部誠
長谷部誠（日语：／ Hasebe Makoto ?，1984年1月18日—），日本著名足球運動員，前日本國家足球隊隊長，司職防守中場、右後衛及中後衛。

## 早期生涯
1985年，3岁的长谷部诚开始接触足球训练。1990年，长谷部诚入读藤枝市立青岛东小学并加入小学足球队。1996年，长谷部诚升学进入藤枝市立青岛中学，并担任校队队长，曾帮助球队夺得静冈县县足球比赛第3名。1999年1月，长谷部诚进入静冈县立藤枝东高等学校，当年他随藤枝东高足球队获得全国大赛的亚军。

## 俱樂部生涯
2002年1月，长谷部诚在高中毕业后放弃了进入大学的机会，决定成为职业足球选手。他原本希望能够进入静冈县本地的清水心跳，却在选拔中落榜，转而加盟了位于埼玉县的浦和红钻。
2004年賽季随浦和红钻获得日职联赛亚军，长谷部诚本人获得了日职联赛新人奖，入选日职联赛最佳阵容。2005年賽季随浦和红钻获得日职联赛亚军和天皇杯冠军。2006賽季随浦和红钻获得日职联赛冠军、天皇杯冠军、日本超级杯冠军。2007年賽季随浦和红钻获得亚洲冠军联赛冠军和世俱杯季军。
2008年1月18日，长谷部诚和德甲球队沃尔夫斯堡足球俱乐部正式签约。2月2日，在禾夫斯堡客场对战比勒費爾德的比赛中，长谷部诚获得了替换上场的机会，迎来了在德甲赛场的首次亮相。
2009年5月12日，多特蒙德与禾夫斯堡的比赛的第75分钟，博阿滕一个飞踹直中长谷部诚的面部，导致后者被爆头破相，面部缝了十一针。5月18日，长谷部诚入选由德国权威足球杂志踢球者评选出的德甲联赛第33轮最佳阵容。
2008-09赛季随沃尔夫斯堡获得德甲联赛冠军，长谷部诚成为继前辈奥寺康彦之后，第二位获得德甲联赛冠军头衔的日本球员。
2013年9月1日，处于德甲球队纽伦堡体育经理马丁·贝德宣布与禾夫斯堡达成协议，长谷部诚转会至纽伦堡，双方签约3年，转会费约250万欧元。
2014年6月2日，德甲球队纽伦堡官方宣布长谷部诚加盟球队法兰克福。
2016年12月21日，法兰克福官方宣布，球队与长谷部诚续约至2018年6月30日。
2017年3月6日，在德甲第23轮法兰克福主场1-2负于弗赖堡的比赛中，长谷部诚创造了全新的纪录。此役是长谷部诚第235次出战德甲联赛，一举超越打过234场德甲的奥寺康彦，成为日本足球旅德第一人。3月24日，法兰克福官方宣布，长谷部诚成功接受膝盖手术，不过长谷部诚也将因此提前告别本赛季剩余阶段比赛。
2017年8月23日，法兰克福宣布准备在冬歇期与长谷部诚签下新的合同。
2022年5月18日，长谷部诚与法兰克福赢得了欧霸盃冠军，他在对阵格拉斯哥流浪的决赛中替补上场，与鎌田大地成为继2001-02年赛季效力飞燕诺的小野伸二后第二、三位扬威欧洲赛的日本球员。

## 國家隊生涯

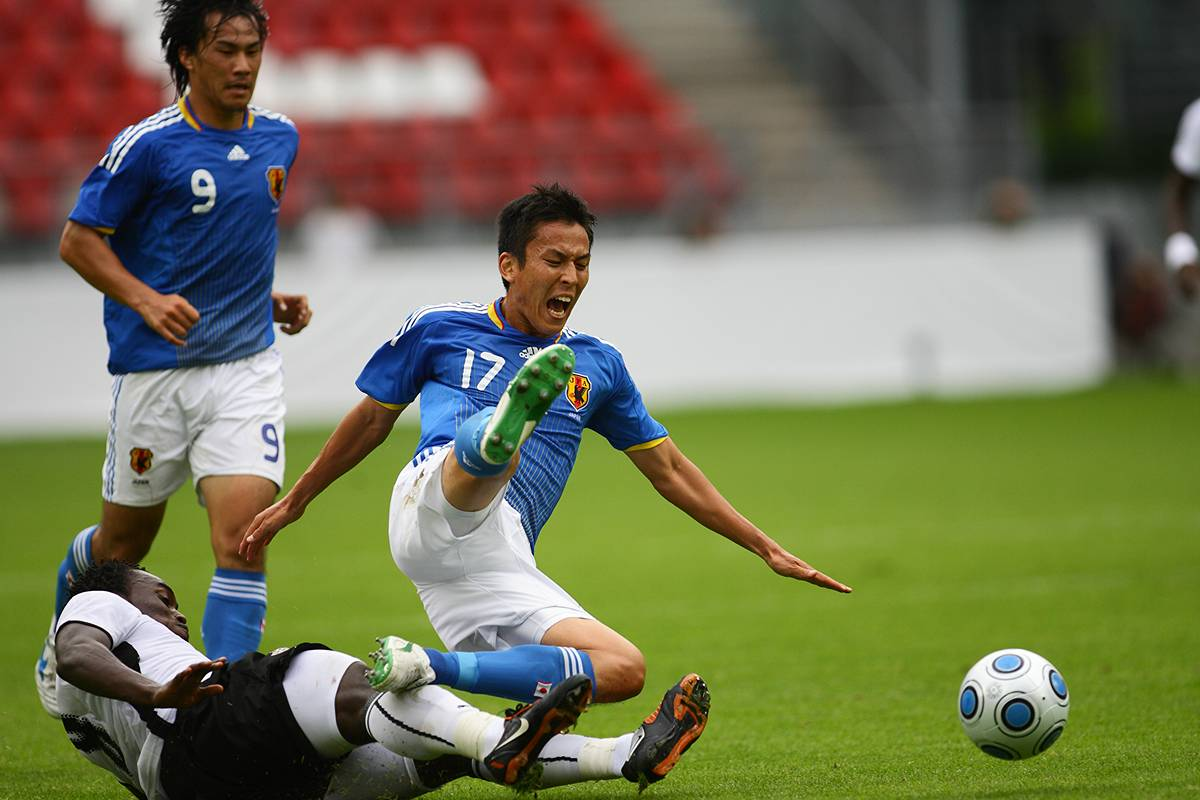
长谷部诚在2009年9月9日在荷兰乌得勒支的加尔根沃德体育场举行的日本和加纳之间的国际友谊赛中的照片

2006年初，长谷部诚首次入选日本国家足球队。2月11日，在日本对阵美國的友谊赛中，长谷部诚完成国家队处子秀。
2009年11月18日，在2011年亚洲盃外圍賽日本4-0大胜香港的比赛中，长谷部诚打进了入选国家队以来的首个进球。
2010年5月30日，日本与英格蘭举行了一场热身赛，开赛前一个小时，长谷部诚被主教练冈田武史指名为国家队队长。6月14日，在南非世界盃小组赛，日本对阵喀麥隆的比赛中，长谷部诚带着队长袖标完成了世界杯首秀，并带领日本第一次在非本土举办的世界杯上闯入16强。
2011年1月13日，在2011年亚洲盃小组赛第二回合，日本队对战敍利亞的比赛中，长谷部诚在与队友们的精确配合下为日本队率先攻入一球，这是长谷部诚在国家队的第二粒进球。随后，日本战胜宿敌南韓、澳洲，夺得2011年亚洲盃冠军。在颁奖仪式上，长谷部诚作为队长，捧起了日本国家队历史上第4个亚洲杯冠军奖杯。
2015年，长谷部参加了2015年亚洲杯的比赛。虽然他在所有四场比赛中都打滿了全場，但日本队在四分之一决赛中被淘汰。
2018年夏天，為日本队出戰2018年世界杯，可惜十六强领先两球时，由于后来自己传球踢中回撤的香川真司身体造成失误，导致被比利时有逆转机会而败北。7月4日，日本无缘2018年世界盃八强后，日本國家足球队队长长谷部诚宣布从国家队退役。

## 個人生活
2010年9月，长谷部诚出任日本联合国儿童基金会Monthly Support Program的推广大使。
2011年3月26日，长谷部诚为遭遇不幸的福岛孩子们捐献了180万欧元，这是他的自传：《灵魂深处的命令：通往成功的56个习惯》的全部收入。长谷部诚的自传是日本国内最畅销的图书，销量达到了140万本。长谷部诚表示，儿童是国家的未来，因此自己决定献出一份力量。
长谷部诚曾经与富士电视台主播本田朋子交往，两人于2010年10月证实已经分手。
2016年7月，长谷部诚和日本模特佐藤亚璃纱宣布结婚。2017年3月，佐藤亚璃纱怀孕5个月，长谷部诚年内升级当爸爸。

## 榮譽

### 球會
浦和紅鑽
- 亞冠盃冠軍 : 2007
- J1聯賽冠軍 : 2006
- 天皇杯冠軍 : 2005，2006
- 日本聯賽盃冠軍 : 2003
- 日本超級盃冠軍 : 2006

禾夫斯堡
- 德國足球甲級聯賽冠軍 : 2008-09

法蘭克福
- 德國足協盃冠軍 : 2017-18
- 歐霸盃冠軍 : 2021-22

### 國家隊
日本國家足球隊
- 亞洲杯冠軍 : 2011

## 外部連結
- Career History （页面存档备份，存于）
- 長谷部誠 Makoto Hasebe的Instagram帳戶